# Björkaån
Björkaån, Åsumsån, Tolångaån eller Vollsjöån er et vandløb i det centrale Skåne i Sverige.
Björkaån er en kildeå til Kävlingeån. Afvandingsområdet er på 340 km². Faldhøjden fra de højst beliggende kilder til udløbet er omtrent 140 meter.
Vollsjöån har sit udspring sydøst for Linderödsåsen hvor den kaldes Sniberupsån. Kilderne ligger dels i de sydlige dele af Hörby kommun og dels i de nordlige dele af Sjöbo kommun. I begyndelsen løber den hovedsageligt mod syd. I omegnen af Näsby skifter den navn til Tolångaån og løber derefter i vestlig retning. Mellem Tolånga og Sjöbo skifter den igen navn til Åsumsån, for igen nogle kilometer mod vest igen at skifte navn til Björkaån. Efter Björka løber åen ud i den østlige del af Vombsjön.
55°40′00″N 13°37′00″Ø / 55.66667°N 13.61667°Ø